# کریستوفر کوهون
کریستوفر کوهون (انگلیسی: Christopher Colquhoun؛ زادهٔ ۱۰ ژانویهٔ ۱۹۷۰) بازیگر اهل بریتانیا است.
از فیلم‌ها یا مجموعه‌های تلویزیونی که وی در آن‌ها نقش داشته‌است، می‌توان به خیابان کورونیشن، حادثه و ورا اشاره نمود.